# Thiverval-Grignon
Thiverval-Grignon is een gemeente in het Franse departement Yvelines (regio Île-de-France) en telt 773 inwoners (1999). De plaats maakt deel uit van het arrondissement Versailles.

## Geografie
De oppervlakte van Thiverval-Grignon bedraagt 11,1 km², de bevolkingsdichtheid is 69,6 inwoners per km².
De onderstaande kaart toont de ligging van Thiverval-Grignon met de belangrijkste infrastructuur en aangrenzende gemeenten.

## Demografie
Onderstaande figuur toont het verloop van het inwonertal (bron: INSEE-tellingen).